# Zachowania eksploracyjne
Zachowania eksploracyjne (inaczej zachowania badawcze) – zachowania zwierząt i ludzi nie służące zaspokojeniu żadnej konkretnej potrzeby poza potrzebą poznawczą, wyrażające się w aktywnym badaniu otoczenia. Przyjmuje się, że jest to rodzaj zachowań specyficzny dla ssaków. Tego typu zachowania są badane zarówno przez biologów, jak i psychologów. 
Na kategorię zachowań eksploracyjnych składa się kilka różnych form zachowań: odruch orientacyjny (reakcja orientacyjna), ogólna eksploracja ruchowa (w tym jej specyficzna forma jaką jest tzw. patrolowanie), eksploracja percepcyjna, reakcje badawcze (nazywana eksploracją ukierunkowaną) oraz ciekawość poznawcza. Wiele spośród powyższych pojęć zostało wprowadzonych do nauki przez Daniela Berlyne'a.